# Điểu (đảo)
Đảo Điểu (tiếng Trung: 鳥嶼; Hán-Việt: Điểu dữ; bính âm: Niǎo yǔ) là một hòn đảo thuộc quần đảo Bành Hồ, Đài Loan. Đảo nằm ở vùng biển phía đông của đảo Bạch Sa và phía đông bắc đảo Viên Bối. Về mặt hành chính, đảo thuộc hương Bạch Sa, huyện Bành Hồ.
Trong những ngày đầu, đảo được đặt tên như vậy vì những đàn chim biển bay đến vách đá phía đông bắc của hòn đảo. Trong những năm gần đây, các loài chim biển đã di cư do các yếu tố như khai hoang và sự gia tăng dân số trên đảo, ngày nay chim biển hiếm khi được nhìn thấy trên đảo.
Đảo Điểu có diện tích khoảng 26,5 ha, đường bờ biển dài khoảng 2,5 km. Địa hình Đảo Điểu thấp ở phía bắc và cao ở giữa, được cấu tạo bởi đá bazan. Các cột đá bazan ở bờ biển phía đông rất phát triển và kéo dài đến tận bờ biển phía bắc, tạo thành vách đá sừng sững và hùng vĩ. Địa thế đảo cao, do quay mặt về hướng đông bắc, lâu ngày chịu ảnh hưởng của gió mùa Đông Bắc và sóng biển mạnh nên bị gió xói mòn, biển xâm thực mạnh nên địa hình ven biển phát triển, cảnh quan phong phú. Phía trên có ngọn hải đăng để dẫn đường cho tàu bè qua lại ở vùng biển phía bắc.
Đảo Điểu cách thôn Xích Khám hoặc thôn Kỳ Đầu trên đảo Bạch Sa khoảng 20 phút đi thuyền. Đây là một trong những hòn đảo đông dân nhất tromg các đảo xa phía bắc của Bành Hồ, khu dân cư tập trung xung quanh cảng cá, và một số cây hoa màu được trồng trên ruộng khô ở sườn đồi. Cư dân sống nhờ biển, trong những ngày đầu, họ chủ yếu đánh bắt cá cơm và đánh bắt cá thủy triều ở vùng biển ven bờ. Trong những năm gần đây, nguồn cá ven biển cạn kiệt và cư dân chuyển hướng sang đánh bắt lặn biển, dần dần một số người khai thác chuyển sang đánh bắt cá giải trí và du lịch.